# جعبه فندک
"جعبه فندک" ( دانمارکی: Fyrtøjet ) یک قصه ادبی نوشته شده توسط هانس کریستین آندرسن در مورد یک سرباز است که یک فندک جادویی به دست می آورد که قادر است سه سگ قدرتمند را برای انجام کارهای خود احضار کند. هنگامی که سرباز یکی از سگ ها را فرستاد تا شاهزاده خانم در خواب را به اتاق خود منتقل کند ، به اعدام محکوم می شود اما با حیله گری سگ ها را برای نجات جان خود احضار می کند.
این داستان در یک فولکور اسکاندیناوی وجود دارد که اندرسن در کودکی آموخته است ، اما شباهت هایی با " علاءالدین و چراغ جادو " و دیگر قصه ها به آن اشاره شده است دارد. داستان یکی از اولین افسانه های آندرسن بود و توسط CA Reitzel در کپنهاگ ، دانمارک در ۸ مه ۱۸۳۵ در یک جزوه ارزان قیمت با سه داستان دیگر از اندرسن منتشر شد. منتقدان دانمارکی که از سبک غیررسمی و عدم اخلاق آنها بیزار بودند ، این چهار داستان را مطلوب قبول نکردند. در سال ۱۹۴۶، "جعبه فندک" منبع اصلی اولین فیلم انیمیشن دانمارک بود ، و در سال ۲۰۰۷ یک باله با لباس و مناظر طراحی شده توسط ملکه مارگرته دوم برگزار شد .

## خلاصه داستان
داستان با بازگرداندن یک سرباز فقیر از خانه به جنگ باز می شود. او با جادوگری روبرو می شود ، که از او می خواهد برای پیدا کردن یک فندک جادویی ، وارد یک درخت نصف شده شود. جادوگر به سرباز گفت می تواند تا هر چیزی را که درون اتاقک ها است را ببرد ، اما باید جعبه فندک را به او بدهد. در درخت ، سه اتاق پر از سکه های گرانبها وجود دارد که توسط سه سگ محافظت می شود ، "یکی کوچک " ، که از اتاق پر از سکه های مس محافظت می کرد ، یکی با "چشمان اندازه بزرگ " ، که از اتاق پر از نقره محافظت می کند ، و یکی با چشمان "بزرگتر " ، که یک اتاق پر از طلا را محافظت می کند. سرباز جیب هایش را با سکه پر کرد ، جعبه فندک را پیدا کرد و از درخت بیرون آمد. هنگامی که او دلیل خواستن جعبه فندک را پرسید ، جادوگر در جواب به او بی احترامی کرد ، سرباز هم با شمشیر خود سرش را برید.
سرباز وارد یک شهر بزرگ می شود و خود لباس های پر زرق و برق را خریداری می کند و در یک مسافرخانه با شکوه زندگی می کند. او بسیاری از دوستان را دعوت کرد ، او از یک شاهزاده خانم خوشش می آید اما پیشگویی گفته بود که قراره یک سرباز شاهزاده خانم ازدواج کند بنابراین پادشاه تصمیم گرفت شاهزاده خانم را در یک برج نگهداری کند . سرانجام ، پول سرباز تمام می شود و او مجبور می شود در یک اتاق زیر شیروانی تاریک زندگی کند. او برای روشنایی اتاق ، به جعبه فندک رو می آورد ، وقتی فندک را روشن می کند ، یکی از سگها در مقابل او ظاهر می شود. سپس سرباز کشف می کند که می تواند هر سه سگ را احضار کند و به آنها دستور دهد تا از خانه زیر زمینی خود برای او پول بدست آورند. دوباره ، او با شکوه زندگی می کند.
یک شب ، او داستان شاهزاده خانم را در برج را به یاد می آورد ، و آرزو دارد او را ببیند. او به جعبه فندک رو می آورد و اندازه سگها را به چشم سگ می فرستد تا او را به آپارتمان خود برساند. سرباز از زیبایی او غافل شده است ، او را می بوسد و به سگ دستور می دهد تا او را به برج برگرداند. صبح روز بعد ، شاهزاده خانم به پدر و مادرش می گوید که او یک خواب عجیب دیده است و ماجرای شب را بازگو می کند. هنگامی که شاهزاده خانم مجدداً به خانه برده می شود ، آنها با موفقیت از دنباله ای از آرد و گچ بر روی درهای محله استفاده می کنند تا جایی که او شب های خود را می گذراند پیدا کنند. سرانجام محل زندگی وی کشف می شود و سرباز در زندان اسیر می شود و به اعدام محکوم می شود. جعبه فندک در جیب پشت آن قرار دارد ، بنابراین او نمی‌تواند کمک آن را احضار کند.
در روز اعدام ، سرباز از پادشاه خواست تا آخرین حرفش را بگوید. وی سپس به جعبه فندک روی می کند و سه سگ ظاهر می شوند. آنها قاضی و مشاوران ، پادشاه و ملکه رافراری می دهند. همه وقتی فرار می کنند. سرباز و شاهزاده خانم و سگها جشن عروسی می گیرند.

## تاثیرات
اندرسن "جعبه فندک" را بر اساس داستان عامیانه اسکاندیناوی "روح در شمع" قرار داد نوشته است.  در داستان عامیانه ، یک سرباز شمع جادویی به دست می آورد که قدرت احضار مرد آهنین را برای انجام کارهای خود دارد. این سرباز از شمع برای بازدید از یک شاهزاده خانم استفاده می کند و مرد آهنین را برای نجات جان خود هنگامی که برای انجام این کار به ذغال سنگ می اندازند احضار می کند. در مقدمه جلد دوم داستانهای پریان و داستانها (۱۸۶۳) ، اندرسن نشان می دهد که او داستان را به عنوان کودک شنیده است.  
اندرسن هزار و یک شب را می دانست ، و "جعبه فندک" شباهت هایی با " علاءالدین و چراغ جادو " او دارد. هر دو داستان دارای یک موجود طبیعی است که در حال کشف یک فانی برای ورود به یک منطقه مسحور شده به قول پاداش غنی است. هر دو داستان دارای سه اتاق است که پر از ثروت است. هر دو داستان قهرمانانی دارند که از یک درخشندگی جادویی خودداری می کنند و سپس با استفاده از آن یک شاهزاده خانم را نجات می دهند. 

داستان علاءالدین برای اندرسن از اهمیت عاطفی ویژه ای برخوردار بود. به عنوان یک دانش آموز مدرسه در کپنهاگ ، از وی دعوت شد تا با یک خانواده برجسته کپنهاگ در کاخ امالینبورگ بماند. در آنجا به وی ترجمه دانمارکی از شکسپیر داده شد و در دفتر خاطرات خود در ۱۲دسامبر ۱۸۲۵ نوشت:
"این همان کاری است که برای علاءالدین انجام داد ، که در پایان کار  حالی که در یک پنجره کاخ می ایستد ، می گوید:
پایین آنجا قدم زدم وقتی فقط یک پسر بچه بودم
هر روز یکشنبه ، اگر من مجاز بودم
و با تعجب به کاخ سلطان خیره شد.

پنج یا شش سال پیش ، من ، نیز ، در خیابانهای پایین پایین قدم می زنم ، در شهر یک روح نمی‌دانم ، و اکنون از شکسپیر خود در خانه یک خانواده محترم و محترم گل می خورم. پروردگارا ، می توانستم تو را ببوسم! " 
آندرسن عاشقانه با قصه های پریان آشنا بود و به طور گسترده می خواند. شاهزاده خانم اسیر شده در برج در "جعبه فندک" همتای خود را در " راپانزل "؛ " هانسل و گرتل "پیدا می کند . 

## پاسخ های انتقادی دانمارک ، ۱۸۳۶
اولین بررسی ها از داستان های اندرسن در سال ۱۸۳۶ بود. منتقدین از سبک غیررسمی و حیرت انگیز قصه ها و عدم اخلاق آنها بیزار بودند. منتقد کارستن هاوچ به بی تفاوتی اخلاقی "جعبه فندک" اعتراض کرد اما نجیب ظریف ملکه را در " شاهزاده خانم و نخود " تحسین کرد.  از آندرسن هیچ تشویقی از منتقدین ارائه نشد. یک مجله ادبی هرگز قصه ها را ذکر نکرد ، اما دیگری به اندرسن توصیه کرد که وقت خود را برای نوشتن افسانه ها تلف نکند. به او گفته شد که "فاقد شکل معمول آن نوع شعر [...] است و مدلها را مطالعه نمی‌کند." آندرسن احساس کرد که در مقابل عقاید از پیش تصور شده خود در مورد افسانه ها کار می کند و به نویسندگی رمان بازگشت ، اعتقاد داشت این تماس واقعی او بود. 

## اولین ترجمه انگلیسی ، ۱۸۴۶
چارلز بونر اولین کسی بود که "جعبه فندک" را به انگلیسی ترجمه کرد و از یک ترجمه آلمانی به جای اصل دانمارکی استفاده کرد. او سبک شوخ طبعی "جعبه فندک" را ترجیح داد به سبک ادبی ترجمه بونر با عنوان "جعبه فندک" در کتاب داستان دانمارکی در سال ۱۸۴۶ منتشر شد. 

## داستان های مشابه
داستان های شبیه به "جعبه فندک" وجود دارند ، شامل: " چراغ آبی " از مجموعه های گریم است. "آرزوی هاگوپ" ، یک داستان ارمنی. "لارس ، بانوی من!" ، یک داستان سوئدی؛ و "سرباز چراغ آبی" ، یک داستان آمریکایی اهل کنتاکی است . 